# Somovka
Somovka (en rus: Сомовка) és un poble de l'óblast de Kursk, a Rússia, que en el cens del 2010 tenia 29 habitants. Pertany al districte rural de Gorxétxnoie.